# Källängens läroverk
Källängens läroverk var ett läroverk i Malmö. Skolan togs ursprungligen i bruk som Högre allmänna läroverket för flickor 1929. 

## Historia
Skolan grundades 1929 som Högre allmänna läroverket för flickor (i Malmö). Skolan blev samgymnasium 1960 och bytte då namn till Källängens läroverk. I samband med kommunaliseringen 1966 ändrades skolans namn till Källängsskolan. 1970 uppgick Källängsskolan  i Pildammsskolan.
Studentexamen gavs från 1932 till 1968 och realexamen från 1933 till 1965.
Skolbyggnaden stod klart 1935, arkitekterna bakom byggnaden var August Ewe och Carl Melin.  Den nya byggnaden sammanbyggdes med det tidigare Malmö barnhem, vilket uppförts 1903 efter ritningar av Theodor Wåhlin.